# مارمولک سبز اروپایی
مارمولک سبز اروپایی (نام علمی: Lacerta viridis) نام یک گونه از سرده لاسرتا است.